# Ján Šikuta
Ján Šikuta (* 25. října 1960 Bratislava) je slovenský právník, bývalý soudce Evropského soudu pro lidská práva a od roku 2020 předseda Nejvyššího soudu Slovenské republiky.
Vystudoval Právnickou fakultu Univerzity Komenského v Bratislavě a postgraduální studium občanského práva absolvoval na Právnické fakultě Univerzity Karlovy v Praze. Studoval také lidská práva, humanitární a azylové právo na Oxfordské univerzitě nebo na John Abbott College v kanadském Montréalu. Jako soudce začal působit v roce 1986 u Okresního soudu Bratislava-venkov, roku 1990 přešel na Krajský soud v Bratislavě. V letech 1995 až 2004 byl právním poradcem u Úřadu vysokého komisaře OSN pro uprchlíky a poté až do roku 2015 soudcem Evropského soudu pro lidská práva ve Štrasburku. Následně se stal soudcem občanskoprávního kolegia slovenského Nejvyššího soudu, jehož byl v květnu 2020 jmenován předsedou.